# Józef Borek
Józef Borek herbu Wąż (zm. przed 22 lutego 1693 roku) – kasztelan radomski w 1676 roku, marszałek Trybunału Głównego Koronnego w 1685 roku.
Poseł na  sejm elekcyjny 1669 roku, sejm nadzwyczajny 1672 roku, sejm 1673 roku, sejm elekcyjny 1674 roku z województwa sandomierskiego. Brał udział w bitwie pod Mątwami po stronie rokoszan. Uczestnik bitwy pod Wiedniem.